# Santa Cruz (Sevilla)
Santa Cruz es un barrio histórico de Sevilla (Andalucía, España) que se asienta en parte de la antigua judería de la ciudad. 
La judería ocupaba lo que hoy son los barrios de Santa Cruz, Santa María la Blanca y el de San Bartolomé. Según la división administrativa establecida en 2006, el barrio se extiende en un área superior al de la antigua judería y abarca las secciones censales número 37 y 43 del distrito Casco Antiguo de la ciudad.
El aspecto actual es fruto de un proyecto de reforma urbanística de finales de la década de 1910 y primera de la década de 1920, ideado por el marqués de la Vega Inclán, ministro de turismo, y llevado a cabo principalmente por el arquitecto Juan Talavera y Heredia, con la idea de recrear un pueblo andaluz típico. El barrio se distingue como uno de los grandes atractivos turísticos de Sevilla y forma parte de los recorridos más frecuentes de la ciudad. Constituye un paradigma de como un espacio urbano se ha visto influenciado por la adaptación a las expectativas de los visitantes.

## Delimitación
Cuando la comunidad judía se dispersó en 1391, la antigua judería dio lugar a tres barrios, el de Santa Cruz, centrado en la collación de la parroquia de Santa Cruz establecida en la plaza del mismo nombre, el de Santa María la Blanca y el de San Bartolomé. Hasta el siglo XVIII, Sevilla mantuvo la estructura administrativa basada en las collaciones. En 1769, durante el periodo de Pablo de Olavide como asistente de Sevilla, el espacio urbano se organizó en cuarteles, cada uno de ellos divididos en ocho barrios, de los cuales, Santa Cruz era uno. En el padrón de 1795 que fue su continuación, el barrio quedó enclavado en la zona meridional del casco antiguo, delimitado por la muralla de la ciudad y el Alcázar en su mitad sur; por las calles Mateos Gago y Mesón del Moro al norte y por Santa María la Blanca al este.

### Delimitación administrativa municipal de 2006
En 2006, entró en vigor la actual distribución territorial del municipio en once distritos, subdivididos administrativamente en 108 barrios, de los cuales el de Santa Cruz es uno de ellos, que desborda ampliamente el original, con la siguiente delimitación: al norte con las calles Francisco Bruna, Blanca de los Ríos, Francos, Pajaritos, Bamberg, Aire, Fabiola, Cruces y Mariscal; al este con la avenida Menéndez Pelayo; al sureste con la avenida de María Luisa; al suroeste con el paseo de las Delicias; y al oeste con la avenida de la Constitución y la plaza de San Francisco.[cita requerida]

## Historia

### La ciudad
La ciudad de Híspalis, la Sevilla romana, encontraba en esta zona sus límites amurallados en su lado oriental, por la zona de la puerta de la Carne, y, por su lado meridional, por la zona de la plaza del Triunfo. El cardo maximus (o gran vía romana) pasaba entonces por las actuales calles Abades y Don Remondo. Junto al cardo maximus se encontraba un templo del siglo II del que se conservan tres columnas del pórtico, en la calle Mármoles. En la Edad Media eran seis las columnas existentes. En el siglo XIV Pedro I quiso llevar una al Alcázar pero se quebró cuando era trasladada. Los restos permanecieron un tiempo donde se encuentra la calle Mateos Gago. En 1576 otras dos fueron trasladadas a la Alameda de Hércules, donde permanecen.
Dentro de los muros del Alcázar se encuentra el patio de Banderas, de uso público. Debe su nombre a unas banderas que había pintadas sobre la puerta de la muralla por la que se accede al mismo. En la década de 1970 se encontraron en el subsuelo restos arqueológicos de una basílica cristiana que pudiera ser del siglo IV, usada en la etapa romana y visigoda.
En el siglo XI se levantó frente a la alcazaba el palacio de al-Zahir, que estaba fortificado como un castillo y que contaba con altas torres. Más cerca del Guadalquivir se hizo el pequeño palacio de al-Zahi, que contaba con un salón con cúpula llamado Sa'd al-Su'ud. El mayor de todos los palacios de la ciudad fue el de al-Mubarak (que significa "el Bendito"). Todos estos palacios fueron frecuentados por el rey Al-Mutámid. Este último palacio fue el que, siglos después, sería reformado por los cristianos, construyéndose el actual Alcázar. En el siglo XIII Alfonso X aprovechó el espacio del edificio principal para construir el palacio Gótico. Los demás edificios del Alcázar almohade fueron reformados para su posterior uso. En el siglo XIV el rey Pedro I derribó tres edificios palatinos almohades para construir el palacio Mudéjar, que se adosó al palacio Gótico alfonsí.

### Historia del barrio

#### Edad Media
En 1248 el rey Fernando III de Castilla conquistó la ciudad que se encontraba gobernada por el caíd Axataf. Los judíos se instalaron en los barrios de Santa Cruz y de San Bartolomé. El cementerio de la judería se encontraba situado entre la calle Cano y Cueto y el paseo de Catalina de Ribera.
Algunos de los habitantes de la judería de Sevilla fueron muy cercanos a los reyes de Castilla: Solomón ibn Zadok de Toledo, directamente ligado a Alfonso X; Judah Abravanel de Sevilla, fundador de la conocida familia de los Abravaneles y uno de los personajes más influyentes de la corte de Fernando IV; Yuçaf de Écija, almojarife mayor y hombre de confianza de Alfonso XI; Samuel ha Leví de Toledo, tesorero mayor de Pedro I que tenía intereses de negocios y familiares en Sevilla; Yusaph Pichón, contador mayor de Enrique II; Samuel Abravanel, contador mayor de Juan I que, tras su conversión, tomó el nombre de Juan Sánchez de Sevilla. Era la segunda comunidad judía más importante de España, tras la de Toledo.
Tras la conquista, Fernando III cedió tres mezquitas para que sirvieran de sinagogas. Alfonso X confirmó esta concesión en 1252. Tras la revuelta antijudía de 1391 estos templos pasaron a uso cristiano. En esos lugares se edificarían posteriormente las iglesias de San Bartolomé, Santa María la Blanca (en el barrio de San Bartolomé) y la antigua, iglesia de Santa Cruz. También fue sinagoga el oratorio del convento de Madre de Dios. En 1483 un edicto inquisitorial expulsó a los judíos de las diócesis de Cádiz, Sevilla y Córdoba.

#### sigloXIXyXX

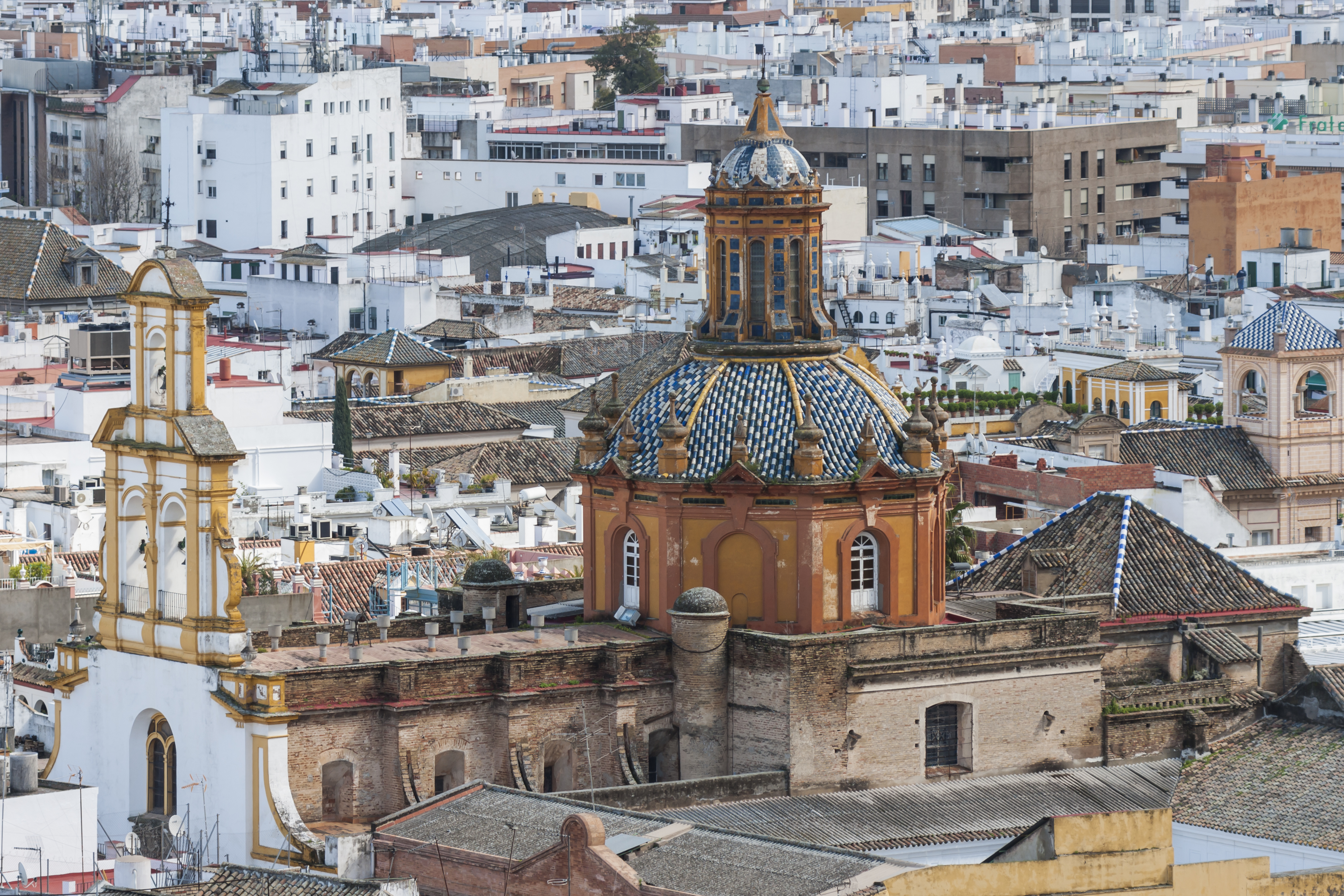
La Parroquia de Santa Cruz, rodeada de otros edificios del barrio.

La invasión francesa de Sevilla de 1810 trajo consigo la clausura de la primitiva iglesia parroquial de Santa Cruz, que fue derribada en 1814. En su parcela se abrió la actual plaza de Santa Cruz. La parroquia se trasladó a la cercana iglesia del convento del Espíritu Santo, fundado en el siglo XVII por la Orden de Clérigos Regulares Menores. El convento fue desamortizado en 1835.
Junto a la iglesia se encuentra el oratorio de la Escuela de Cristo, que se fundó a finales del siglo XVIII. Tras su desaparición, fue refundada en 1925.
La plaza de Santa Cruz fue reformada en 1918 por Juan Talavera y Heredia, colocándose en el centro la Cruz de la Sierpes, conocida erróneamente como Cruz de la Cerrajería, de mediados del siglo XVII. En la iglesia de Santa Cruz, que estuvo en esta parcela estaba enterrado Bartolomé Esteban Murillo, por lo que la Real Academia de Bellas Artes colocó una placa conmemorativa en este lugar en 1848.
En una parte de la cercana huerta del Retiro se crearon los jardines de Murillo y la calle Nicolás Antonio entre 1911 y 1917. Otra zona de la huerta del Retiro fue donada por Patrimonio Real en 1862. Fue conocido como paseo del Pino y en 1894 fue rotulado como paseo de Catalina de Ribera.
Enrique III adjudicó una parcela del barrio a Pedro López de Ayala. Esta fue heredada por Elvira López de Ayala, que le dio nombre al sitio. En este lugar estuvo el corral de comedias de Doña Elvira. En la obra Don Juan Tenorio el personaje Gonzalo de Ulloa, padre de Inés, tiene su casa en esta zona. En 1826 el asistente José Manuel de Arjona realizó una plaza en este lugar, demoliendo los edificios de la zona y modificando las calles cercanas. En 1888 la plaza fue reurbanizada. En 1924 la plaza fue reurbanizada de nuevo por Juan Talavera y Heredia y el comisario regio de Turismo, el Benigno de la Vega-Inclán (marqués de la Vega-Inclán(.
Al sur del barrio se encuentran la catedral, el palacio arzobispal, el Archivo de Indias y el Alcázar. El palacio arzobispal fue construido en distintas fases entre el siglo  XIII y XVII. La portada principal barroca fue finalizada en 1705. Entre la catedral y el palacio se encontraba el corral de los Olmos, donde se reunían el cabildo municipal y eclesiástico. Este corral fue derribado a finales del siglo XVIII. En su lugar se encuentra la plaza Virgen de los Reyes.
En 1385 se fundó el hospital de Santa Marta en este barrio. El convento de agustinas de la Encarnación se encontraba en el barrio de la Encarnación. Fue derribado en 1810 y, en su lugar, se construyó un mercado de abastos. Las agustinas se trasladaron al edificio del hospital de Santa Marta, abandonado, donde situaron el nuevo convento de la Encarnación.
Entre 1583 y 1646 se construyó, entre la catedral y el Alcázar, la Casa Lonja para los mercaderes. En 1788 se instaló en este edificio el Archivo General de Indias.
En 1606 finalizó la construcción de la sede de la Real Audiencia de los Grados. En 1970 fue adquirida por la Caja de Ahorros San Fernando. Actualmente es sede de la Fundación Cajasol.
La calle Mateos Gago fue llamada en el siglo XIII calle Borceguinería, por tener ahí sus locales los fabricantes de zapatos (borceguíes). En el siglo XVI constan también otros negocios, como tintoreros y bodegas. En el siglo XVII constan tabernas y posadas. En 1893 fue nombrada Mateos Gago, como homenaje a ese catedrático. El aspecto actual de la calle se debe a una reforma de ensanche de 1923.
A principios del siglo  XX, el marqués de la Vega Inclán comisario regioa de turismo, fomentó un proyecto de renovación del barrio de Santa Cruz con "fines turísticos". Entre 1912 y 1920, para añadirle "color local" al barrio se crearon plazas de "estilo andaluz", se pavimentaron con ladrillo a sardinel y se colocaron fuentes, azulejos, plantas, enredaderas en el lienzo de muralla y se crearon jardines. Igualmente se paralizaron también las obras previstas de una gran vía que iba a atravesar el barrio desde la plaza de la Virgen de los Reyes hasta la Ronda Histórica y que hubiera hecho desaparecer las calles Mesón del Moro, Santa Teresa, las plazas de Santa Cruz, Alfaro y Doña Elvira.

## Trazado
Una parte importante de la trama del barrio mantiene una irregularidad en su trazado, que refleja la ausencia de planificación previa a la construcción y cierta impronta medieval, con vías especialmente estrechas y frecuentes cambios de dirección. Las plazas de la colación de Santa Cruz son recogidas e íntimas sin carácter monumental, con claro contraste con los grandes espacios libres situados en torno a la catedral. Las plazas de Santa Cruz y Doña Elvira fueron abiertas en el siglo  XIX y en las primeras décadas del XX se les dio una clara caracterización arquitectónica regionalista.

## Lugares de interés

### Convento de las Teresas
En 1586, San Juan de la Cruz trasladó a la actual calle Santa Teresa, en el barrio de Santa Cruz, el convento de San José, de carmelitas descalzas, fundado por Teresa de Ávila en 1575.

## Galería

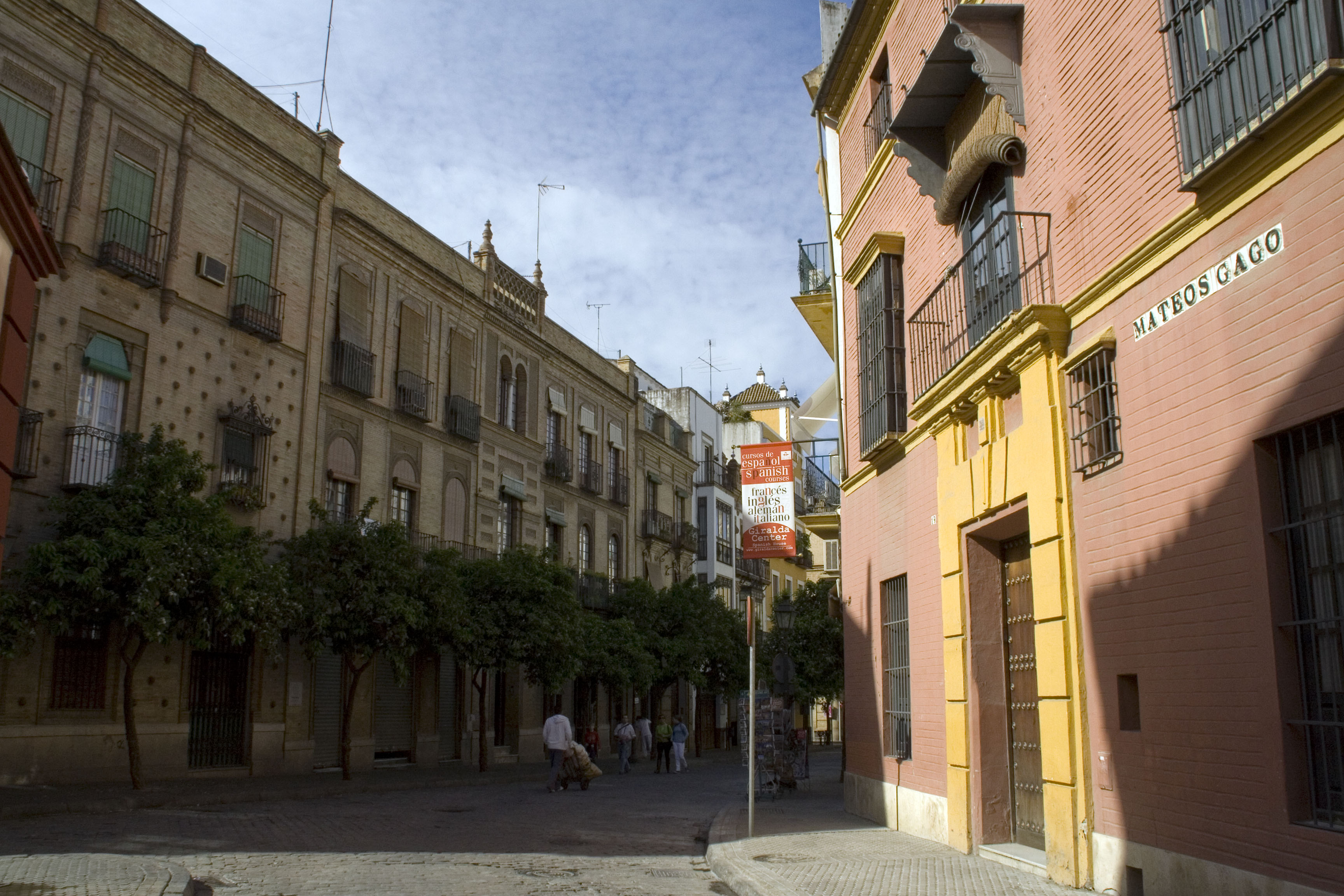
Calle Mateos Gago.
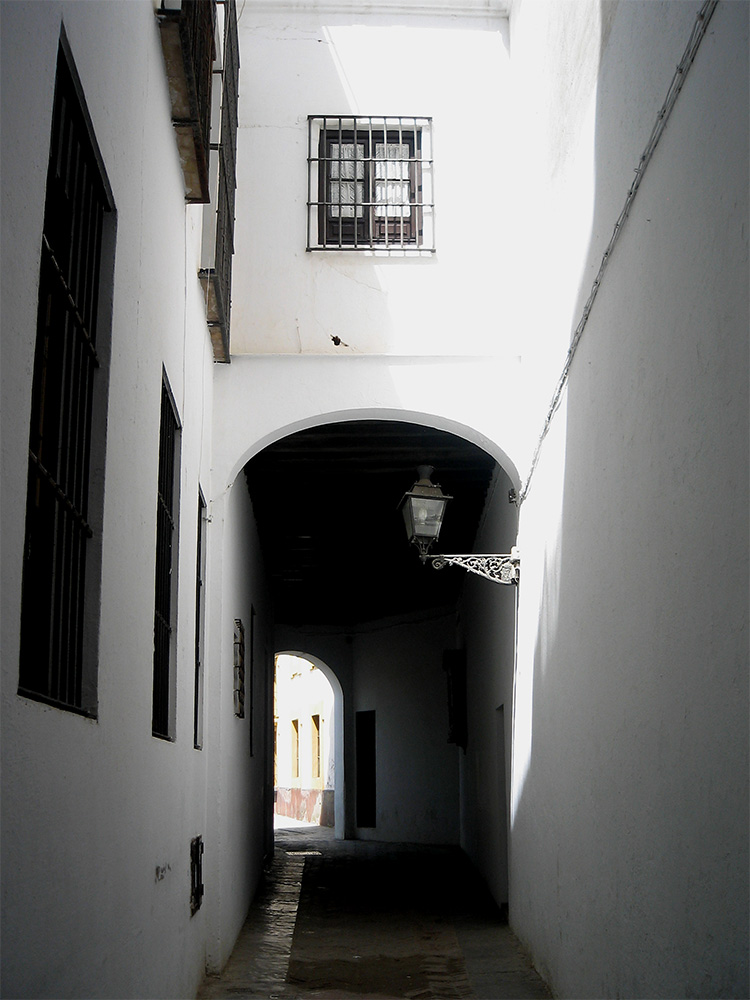
Pasaje en la calle de la Judería.
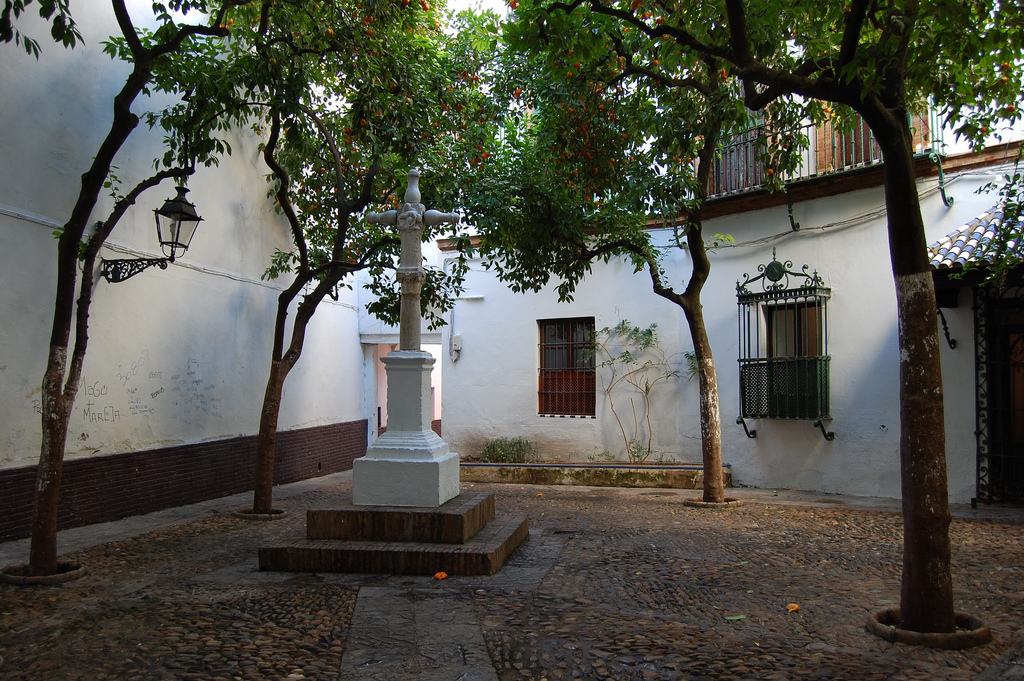
Plaza de Santa Marta.
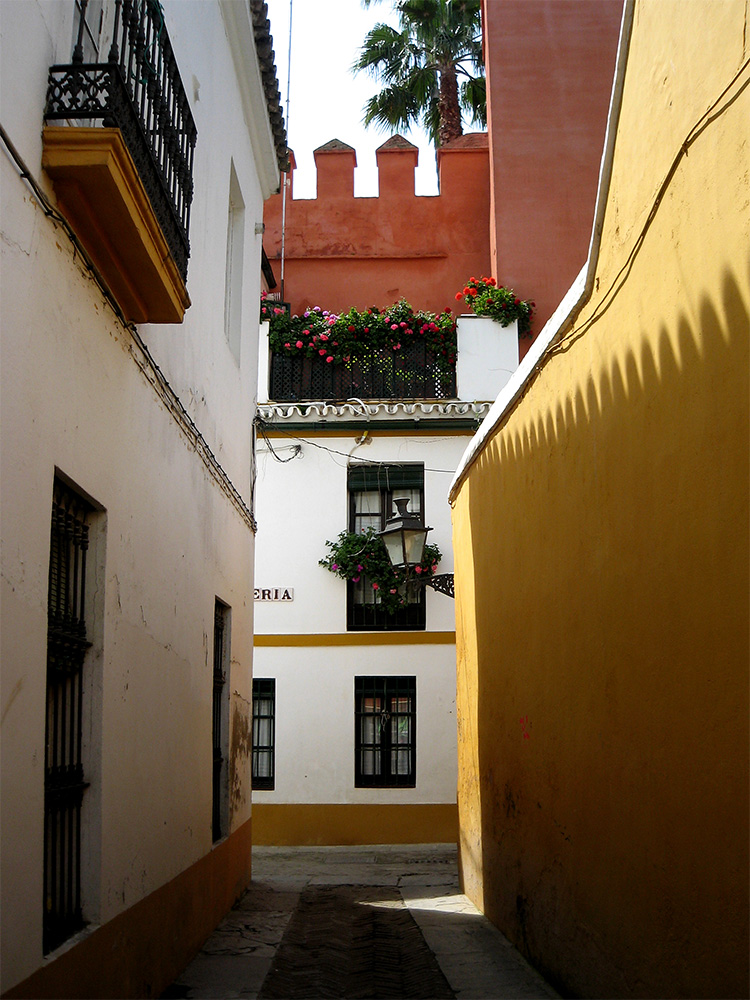
Callejón que da a la calle Judería..
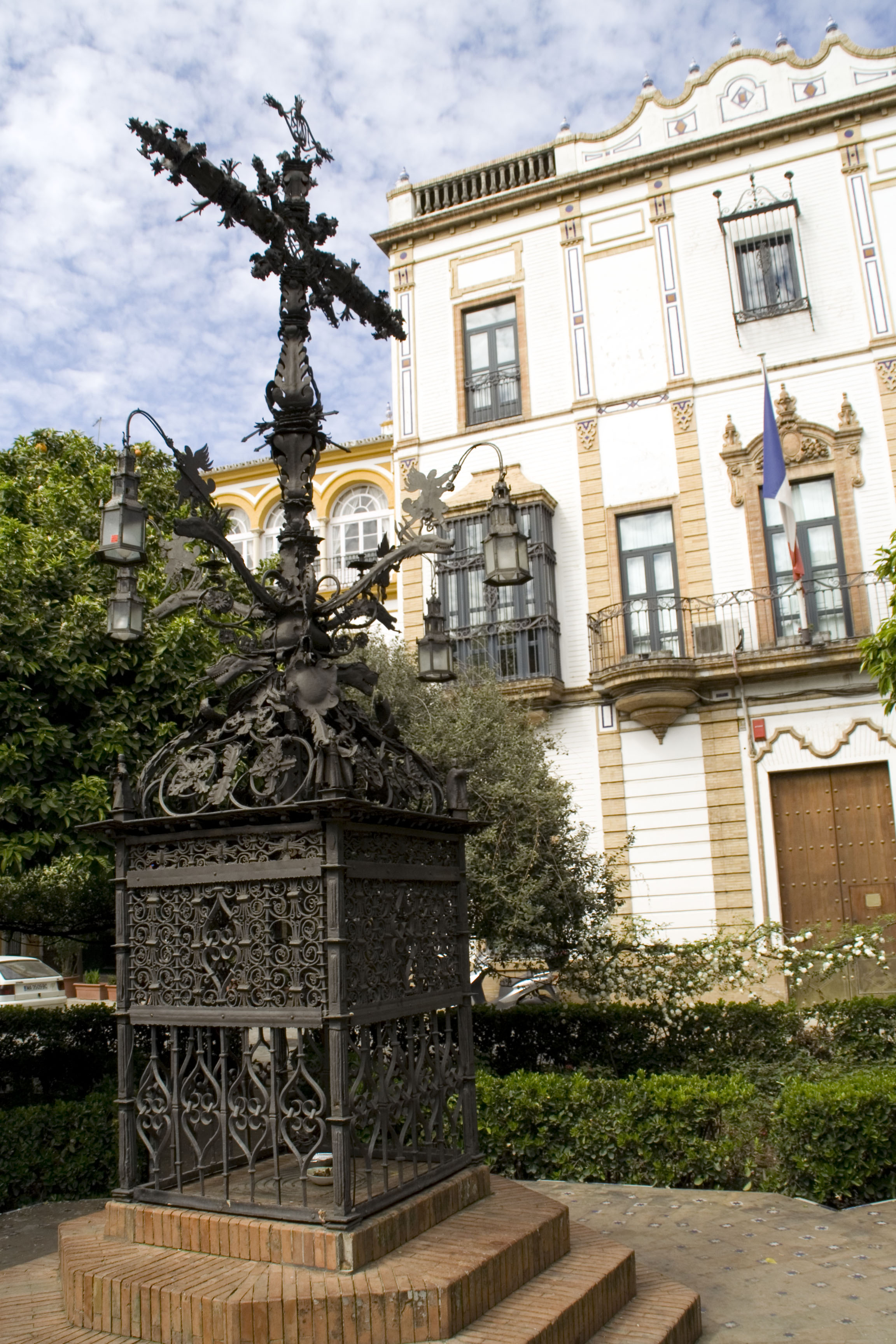
Plaza de Santa Cruz.